# Ryan Wachendorfer
Ryan Wachendorfer (Denver, 3 febbraio 1996) è uno snowboarder statunitense.

## Palmarès

### Coppa del Mondo
- Miglior piazzamento nella Coppa del Mondo generale di freestyle: 25º nel 2020
- Miglior piazzamento nella Coppa del Mondo di halfpipe: 10º nel 2020
- 1 podio:
  - 1 secondo posto